# بوني سكوت
بوني سكوت (بالإنجليزية: Bonnie Scott)‏ هي مغنية وممثلة أمريكية، ولدت في 20 فبراير 1941 في فيلادلفيا في الولايات المتحدة.

## وصلات خارجية
- بوني سكوت على موقع IMDb (الإنجليزية)
- بوني سكوت على موقع ميوزك برينز (الإنجليزية)
- بوني سكوت على موقع أول موفي (الإنجليزية)
- بوني سكوت على موقع قاعدة بيانات برودواي على الإنترنت (الإنجليزية)
- بوني سكوت على موقع كينوبويسك (الروسية)